# Kriegsstraßenbahnwagen
Der Kriegsstraßenbahnwagen (KSW) ist ein Straßenbahn-Einheitswagentyp. Im Zweiten Weltkrieg wurde 1942 aufgrund einer Intervention des Reichsministeriums für Bewaffnung und Munition der Bau konventioneller Straßenbahnwagen eingestellt. Um gleichzeitig das steigende Fahrgastaufkommen zu bewältigen und Kriegsverluste zu beheben, wurde unter Leitung der Düsseldorfer Waggonfabrik ein stark vereinfachter Wagentyp konzipiert, dessen Herstellung weniger Material verbrauchte und der bei vermindertem Komfort mehr Fahrgäste transportieren konnte als die zu Friedenszeiten konzipierten Wagen.

## Technik

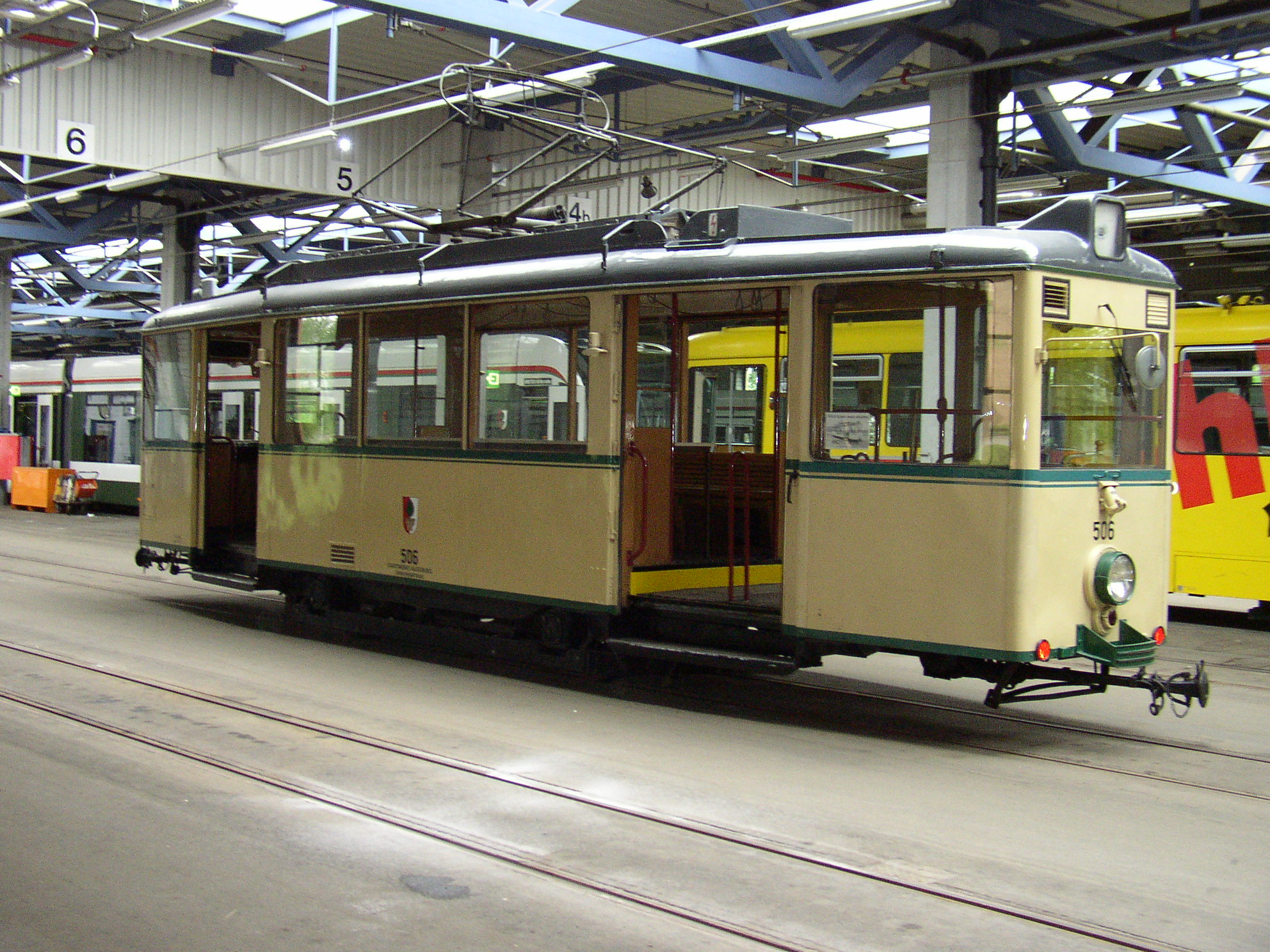
Wagen 506 der Straßenbahn Augsburg

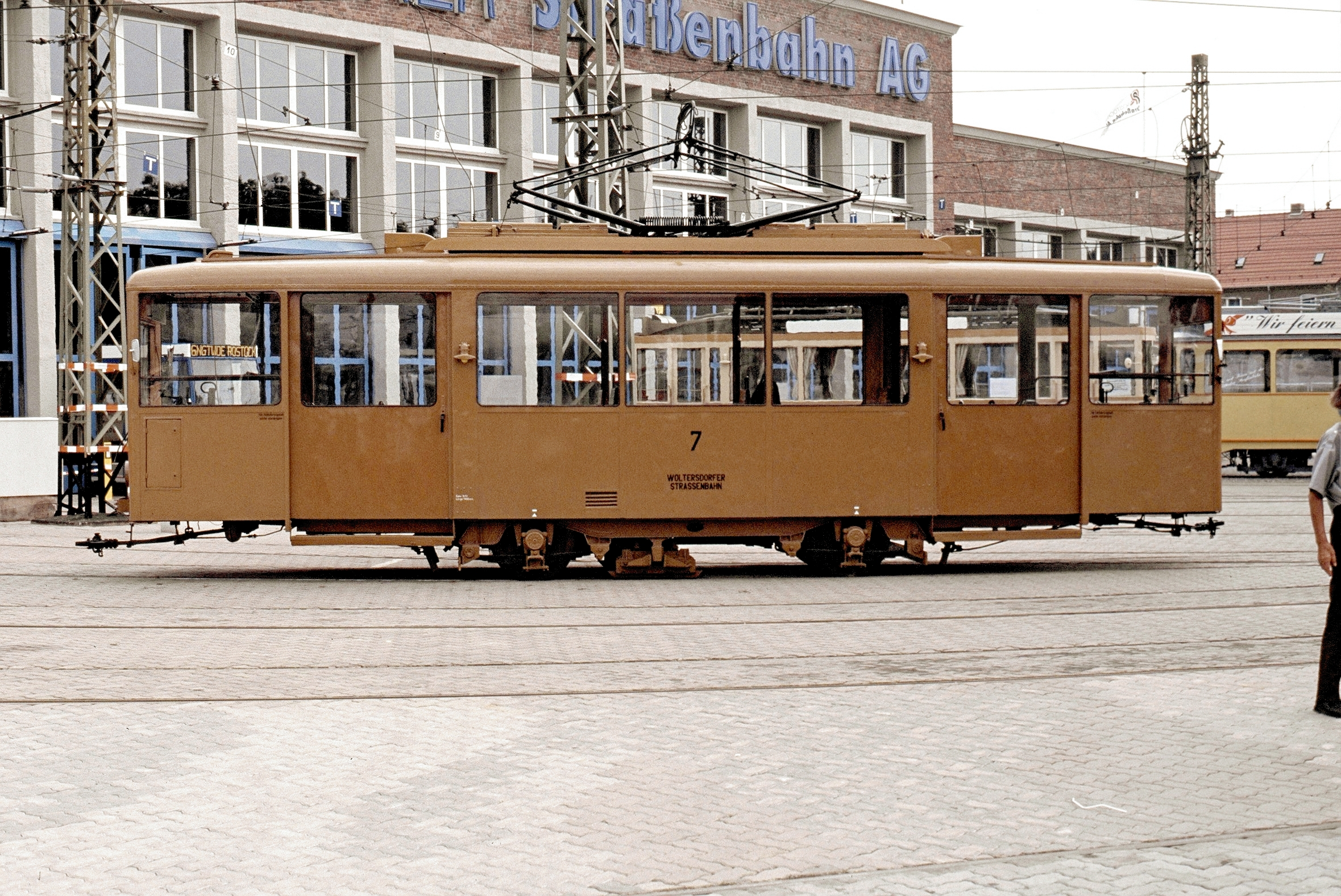
Triebwagen 7 der Straßenbahn Woltersdorf 1992 in Rostock, Betriebshof Hamburger Straße

Die KSW wiesen eine ähnliche Länge auf wie die typischen, im Deutschen Reich noch zu Friedenszeiten gebauten zweiachsigen Wagen. Durch eine Veränderung der Raumaufteilung konnte aber ein erstaunlich großes Fassungsvermögen von 89 Plätzen erreicht werden. Dies wurde möglich, indem man den Innenraum nur circa 4,3 Meter lang ausführte, die Gesamtlänge betrug 10,4 Meter bei einem Achsstand von 2,9 bis 3,0 Metern. Der Innenraum verfügte über drei Gruppen von je vier in Abteilform angeordneten Sitzen, es waren also an jeder Seitenwand sechs Sitze in Querrichtung angebracht. Somit konnten zwar nur zwölf Fahrgäste einen Sitzplatz finden, es wurden jedoch 77 Stehplätze möglich. Das Fehlen von inneren Trennwänden begünstigte den Fahrgastfluss und ermöglichte es, trotz der vielen Plätze akzeptable Fahrgastwechselzeiten an den Haltestellen zu erzielen. Eine breite Schiebetür an jeder Plattformseite ermöglichte ebenfalls einen schnellen Fahrgastwechsel.
Die Wagen wurden in späteren Jahren häufig modernisiert. Hierbei wurden beispielsweise Kleinspannungsanlagen, Druckluftbremsen, teilweise sogar automatische Türen nachgerüstet. Zum Teil wurden in den 1960er und 1970er Jahren die Triebwagen als Sichtkarten-Wagen ohne Schaffner eingesetzt, während der Beiwagen weiter mit einem Schaffner besetzt wurde, es gab aber auch schaffnerlose Beiwagen mit Fahrgastselbstbedienung. Ein kleiner Teil der Wagen wurde zu Gelenktriebwagen verschiedener Bauarten umgebaut, um dem Personalmangel dieser Zeit abzuhelfen.
Die Triebwagen besaßen im ursprünglichen Zustand ein Leergewicht von 10,4 Tonnen, die Beiwagen ein Gewicht von 6,5 Tonnen. In der Regel wurden die KSW von der Waggonfabrik Fuchs in Heidelberg geliefert, die Beiwagen baute die Uerdinger Waggonfabrik. Die elektrische Ausstattung stellte Siemens-Schuckert (SSW) und BBC. Alle Triebwagen erhielten dazu jeweils zwei Tatzlagermotoren à 60 kW. Die Trieb- und Beiwagen wurden entsprechend jeweils mit zwei Magnetschienenbremsen ausgestattet.

## Geschichte
Die Kriegsstraßenbahnwagen sollten die zahlreichen Straßenbahnwagen ersetzen, die während des Zweiten Weltkriegs durch Kampfhandlungen zerstört wurden. Entsprechend materialsparend, einfach und robust sind diese Fahrzeuge ausgerüstet, mit wenigen Sitzplätzen aus Holz. Die Propaganda informierte die Öffentlichkeit Mitte 1943 über den neuen Einheitswagentyp sowie einen entsprechenden Erlass:

„Zur Deckung des dringendsten Bedarfes wurde auf Veranlassung des Sonderausschusses Eisenbahnwagen beim Hauptausschuß Schienenfahrzeuge ein in seiner Bauweise und Ausstattung stark vereinfachter Kriegsstraßenbahnwagen konstruiert, der jetzt in größeren Serien hergestellt werden soll. Er wird eine weit größere Zahl von Stehplätzen aufweisen als die bisher gebauten Typen, um eine möglichst hohe Beförderungsleistung zu erreichen. Der Wagen wird als Triebwagen und als Anhänger in jeweils nur einer einzigen zweiachsigen Type gebaut werden, deren Fahrgestell für Regelspur und für Schmalspur geliefert wird. Die Bevollmächtigten für den Nahverkehr melden den Bedarf an Straßenbahnwagen, den die Verkehrsunternehmen ihres Bezirkes haben. Nach Prüfung durch die Reichsverkehrsgruppe Schienenbahnen und nach Genehmigung durch den Reichsverkehrsminister werden die Bedarfszahlen in das Lieferungsprogramm aufgenommen, dessen Durchführung nach einem jetzt herausgegebenen Erlaß, wie das jenige für Obusse und Omnibusse, ausschließlich durch die Omnibus-Bedarf GmbH., Berlin, erfolgt. Diese Auftragslenkungsstelle faßt die genehmigten Einzelbestellungen der Straßenbahnunternehmen zu Sammelbestellungen an die Waggonbau- und Elektroindustrie zusammen. Die Lieferung der Wagen erfolgt auf Grund von Bezugscheinen des Sonderausschusses Eisenbahnwagen, die der Reichsverkehrsminister an die Straßenbahnunternehmen entsprechender Kriegsdringlichkeit verteilt.“

Noch während des Krieges erhielten die Straßenbahnbetriebe von München, Danzig, Dresden, Duisburg, Frankfurt am Main, Kattowitz, Köln, Posen, Wien und Berlin (Prototyp) die ersten Serien dieser Fahrzeuge. Der Großteil der Fahrzeuge wurde jedoch nach dem Zweiten Weltkrieg gebaut und ausgeliefert. Die Stückzahl beläuft sich auf 148 Trieb- und 313 Beiwagen. Ausgeliefert wurden diese Fahrzeuge in den Jahren 1946 bis 1950. Sie waren bei der Auslieferung äußerst spartanisch ausgestattet.
Heute werden die noch vorhandenen KSW bei verschiedenen Betrieben als Museumsfahrzeuge eingesetzt, darunter auch der Prototyp, der seit 1944 bei der Woltersdorfer Straßenbahn beheimatet ist.

## Polnische Variante von Konstal

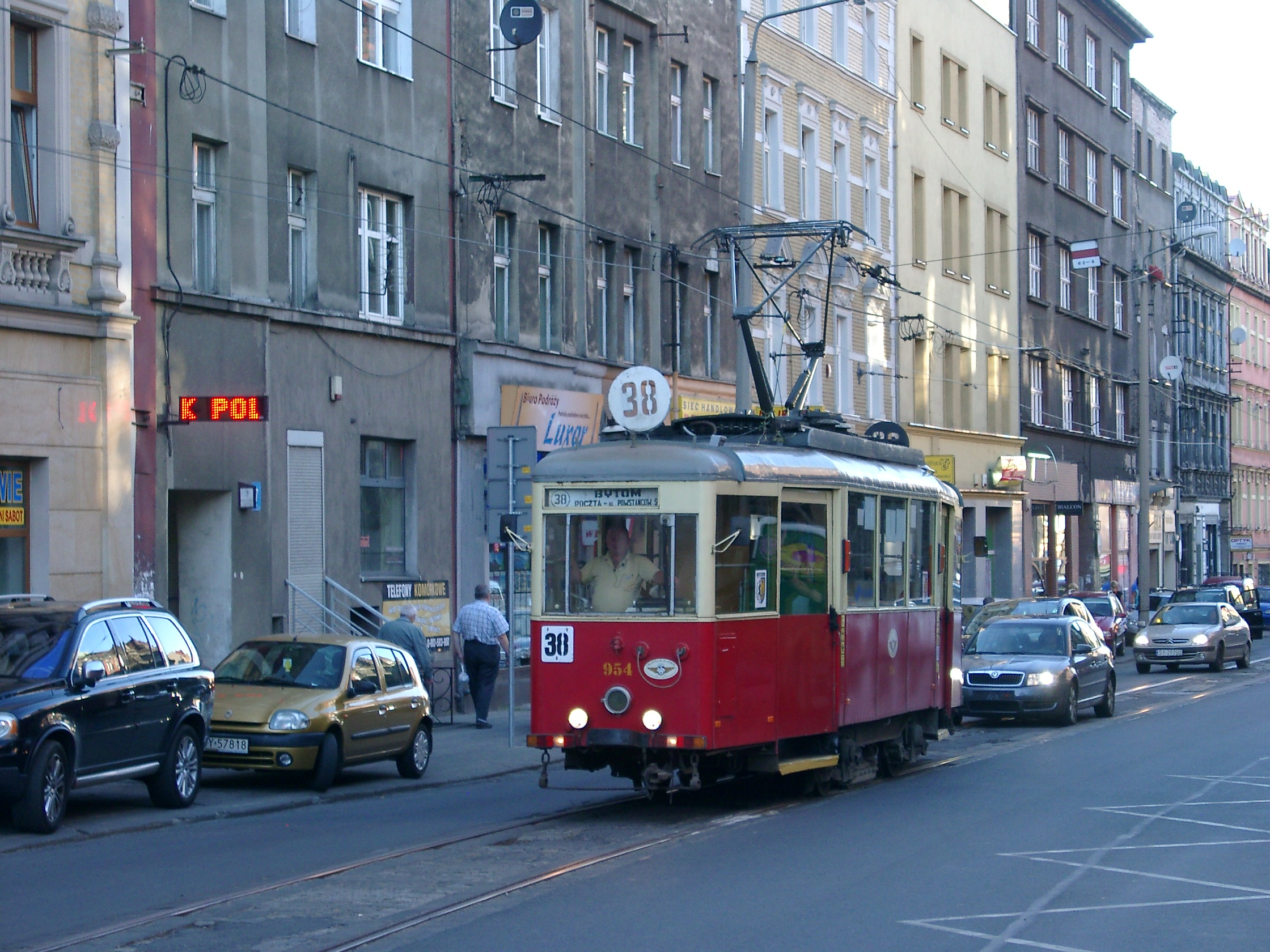
Bytom: Linie 38 im Jahr 2013

Nach dem Krieg entwickelte der polnische Schienenfahrzeughersteller Konstal aus dem KSW den Standardwagen Konstal N (N für „Normalizowany“ – standardisiert) mit 3,3 m Achsstand, ebenfalls zwei 60-kW-Elektromotoren, aber Schiebefenstern und 16 Sitzplätzen (acht Dos-à-dos-Holzbänke auf jeder Seite). 1956–1962 wurde der weiterentwickelte Typ N1 mit Doppelschiebetüren in großen Stückzahlen (circa 750 Trieb- und 950 Beiwagen) für verschiedene polnische Betriebe gefertigt, die dort teilweise noch bis in die 1990er Jahre im Einsatz waren. Insgesamt fertigte Konstal von 1948 bis 1962 1460 Triebwagen und 1618 Beiwagen dieser zweiachsigen Bauart für Normal- und Meterspur. Zwei N-Triebwagen fuhren noch bis 2020 auf der Linie 38 der Straßenbahn im oberschlesischen Industriegebiet auf einer circa 1,2 Kilometer langen Strecke zwischen Bytom Kościół św. Trójcy und Bytom Powstańców Śląskich.